# الجهود الدولية لمكافحة الاتجار بالبشر
تبذل الجهود الدولية لمكافحة الاتجار بالبشر في دول معينة حول العالم
للاتجار بالبشر في الغالب دلالة سلبية، وتعتبره العديد من الدول حول العالم نشاطاً غير مرغوباً، ومن أجل ذلك أقامت هذه الدول مؤسسات ووضعت قوانين وبرامج تعليمية تدفع نحو الحد من الإتجار بالبشر. وقد أعطى ارتباط عدد كبيرمن الدول بمكافحة الإتجار بالبشر هذا الموضوع اهتماماَ دولياَ.
في هذه المقالة، سيتم تعريف مصطلح «دولي» بأنه القضية التي تتجاوز الحدود الوطنية للبلاد التي تعاني منها وتواجهها أمم عديدة في الوقت ذاته. وستركز هذه المقالة على الجهود الدولية لمكافحة الإتجار بالبشر 
للعديد من الدول منهجيات وطرق مختلفة لمحاولة الحد من الاتجار بالبشر. وقد أُنشأت العديد من المنظمات الحكومية وغير الحكومية للتصدي للقضية.
تُعرف الوكالات الحكومية بأنها تلك المجموعات التي تديرها وتمولها وتعترف بها الحكومات. أما المنظمات غير الحكومية فهي تلك التي تُشَكل من أشخاص لهم نفس الاهتمامات وتُدار بطريقة مستقلة عن الحكومة.
وقد سُنّت القوانين ووضُعت التشريعات في عدد من الدول للتعامل بشكل مباشر مع موضوع الحد من الإتجار بالبشر، وتلك القوانين تتراوح بين جعل ممارسة البغاء عملاً غير قانونياً وبين مقاضاة إولئك الذين يتم القبض عليهم اثناء  ممارستهم الاتجار بالبشر، وذلك من أجل حماية الناس الذين يتم المتاجرة بهم. 
وقد أعدت المؤسسات الحكومية وغير الحكومية ونشرت المواد التعليمية حول الإتجار بالبشر لإولئك الذين يرغبون بقراءتها. وطُبعت العديد من أدلة التدريب والكتب المدرسية والكتيبات بالعديد من اللغات في عدد من الدول حول موضوع الإتجار بالبشر والحد منه.

## الجهود الدولية
يتم الاتجار بعدد متزايد من البشر في جميع أنحاء العالم. وفي إطار  الجهود الدولية التي تبذل للسيطرة على هذه الموجه المتسارعة، أنشأت العديد من البلدان منظمات حكومية وغير حكومية للمساعدة في مكافحة الاتجار بالبشر.
إن القوانين واللوائح التي تمنع الاتجار بالبشر تتزايد في جميع أنحاء العالم.وكذلك المجاميع التي تقوم بتوعية أولئك الذين لا يدركون آثار وعواقب الاتجار بالبشر بمن فيهم المتاجرون بالبشر والضحايا. تحاكم القوانين أولئك الذين يتورطون بالإتجار بالبشر والمتاجرين وأحيانًا أولئك الذين يتم الاتجار بهم وفقاً للبلد الذي تتواجد فيه.
في بلدان مختارة، تتوفر خدمات إعادة التأهيل والاستشارات لهؤلاء الذين يتورطون بالإتجار بالبشر ويرغبون في الحصول على المساعدة. ولكل دولة قواعد ولوائح ومنظمات مختلفة تتعلق بالإتجار بالبشر. لذلك، من الضروري دراسة كل بلد على حدة لإدراك جهودها لمنع الاتجار بالبشر. وفيما يلي جدول زمني لكل بلد لاستعراض جهودها الدولية لمكافحة الاتجار بالبشر.

### أفريقيا
تأسست منظمة التضامن مع أطفال أفريقيا والعالم (ESAM) في عام 1987، وهي منظمة غير ربحية تشكلت «لمكافحة الإساءة والإهمال للأطفال والشباب والنساء» ومقرها في بنين، غرب أفريقيا، وقد تم الاعتراف بهذه المنظمة الخيرية رسمياً في 17 مايو 1990
في سبتمبر 1996، أصدرت، منظمة مشروع الحقوق الدستورية، وهي منظمة غير حكومية في نيجيريا، تقريراً بعنوان «تجارة العبودية المعاصرة للأطفال في نيجيريا». يركز هذا التقرير على الاتجار بالأطفال في نيجيريا؛ ولفت الانتباه إلى ظاهرة الاتجار بالبشر في المنطقة.
.وفي نفس الفترة تقريباً، بدأت الرابطة العالمية للأيتام (WAO) الأفريقية  وهي منظمة غير حكومية مقرها لومي، توغو. بإجراء تحقيق حول الاتجار بالأطفال..
نظمت اليونيسف في يوليو 1998 ورشة عمل حول «الاتجار بالأطفال العاملين في المنازل، وخاصة الفتيات العاملات في الخدمة المنزلية في غرب ووسط أفريقيا».'
أصدرت الجمعية الاقتصادية لدول غرب أفريقيا (ECOWAS) في ديسمبرعام 2001 خطة عمل لمكافحة الاتجار بالبشر. وتشمل هذه الخطة إجراءات عند التعامل مع المتاجرين وضحايا الاتجار. وأسست الجمعية الاقتصادية لدول غرب أفريقيا صندوقا لضحايا الاتجار.

### أستراليا
أقرت أستراليا قانون السياحة الجنسية للأطفال في عام 1994. يحظر هذا القانون على أي مواطن أو مقيم في أستراليا الانخراط في أي نشاط جنسي أو أي علاقة حميمية مع أي شخص يقل عمره عن ستة عشر عاماً في أي مكان في العالم.

### البرازيل
أقرت ولايتان في البرازيل، بيرنامبوكو وباهيا، تشريعات خاصة بالعدالة الجنائية للأطفال والشباب. تهدف هذه التشريعات إلى المقاضاة والفصل في الجرائم المرتكبة بحق الأطفال والمراهقين.  

يحدد القانون البرازيلي الجنائي المعايير حول الاتجار بالنساء في الفصل الخامس المواد 227، 228,231.
في يونيو / حزيران 2000، وضعت الحكومة خطة لمكافحة الإساءة والاستغلال الجنسي للأطفال والمراهقين. وأصبحت هذه الخطة بمثابة الدليل الوطني للعنف الجنسي وحماية حقوق الأطفال. 

### كمبوديا
افتتحت المنظمة غير الحكومية «حماية الطفل» مركزاً في مدينة «بنوم بنه» في عام 2007 يفتح أربع وعشرين ساعة يوميًا، سبعة أيام في الأسبوع. يدعو هذا المركز الأطفال الذين يتعرضون لسوء المعاملة أو المعرضين لخطر سوء المعاملة للحصول على الدعم والاستشارة والمساعدة الطبية وتقديم الشكاوى الشرطة.
لدى منظمة «حماية الطفل» أيضاً خطًاً ساخنًا مفتوحاً في جميع الأوقات لتلقي بلاغات الأطفال المعرضين لخطر الاتجار بهم.

### فرنسا
تحظر فرنسا الاتجار بالبشر من أجل الاستغلال الجنسي بالمادة 225 من قانون العقوبات. 
ووفرت الحكومة الفرنسية لضحايا الاتجار بالبشر الذين تعاونوا مع السلطات في التحقيق والملاحقة القضائية للمتورطين في الاتجار بالبشرخدمات حماية الشهود وتصاريح الإقامة.
احترام فرنسا لسياسات حقوق الإنسان، وفقاً للبند السادس: حقوق العمال، من الفقرة الفرعية (f): حالات الاتجار بالأشخاص، والقوانين التي يُعاقَب بموجبها عادة القوادون والمتاجرون تنص على "المساعدة أو المناصرة أو حماية ممارسة الرذيلة من شخص آخر؛ الحصول على ربح، أو اقتسام العائدات، أو تلقي الإعانات من شخص يمارس البغاء؛ أو توظيف، أو قيادة، أو إفساد، أو الضغط على شخص ما  للقيام بالدعارة.”
العديد من وكالات إنفاذ القانون في فرنسا لها علاقة  بمكافحة الاتجار بالبشر. وفي عام 2007، زادت الحكومة الفرنسية من جهودها في حماية ومساعدة ضحايا الاتجار بالجنس. وزودت المنظمات غير الحكومية بالأموال مقابل خدمات الحماية، التي تشمل الرعاية الطبية، والاستشارات القانونية، والمأوى، والاستشارات النفسية.

### اليونان
ينص القانون رقم 3064/2002، الصادر في عام 2002، على أن الاتجار لأغراض الاستغلال الجنسي غير قانوني. ويتضمن هذا القانون أحكاماً بشأن ضحايا الاتجار بالبشر مثل الملاجئ والمساعدات القانونية [14]. والقانون الإضافي الصادر في عام 2005 يسمح لضحايا المتاجرة بالبشر بفترة 30 يومًا ليقرروا ما إذا كانوا سيشاركون في مقاضاة المتاجرين بهم. فإذا إختاروا المساعدة، فيمكنهم الحصول على الرعاية الصحية والخدمات الاجتماعية. وإذا اختاروا عدم المشاركة في المقاضاة، فإنهم لا يتلقون هذه الخدمات. 
ومن أجل محاربة زيادة عدد القاصرين الذين يتم الاتجار بهم من ألبانيا إلى اليونان، تم إقرار القانون رقم 3625/2007 في عام 2007 الذي يفرض عقوبات صارمة على هؤلاء القاصرين الذين يتم الاتجار بهم.
في عام 2008، سُنّ القانون رقم 3692/2008 كاتفاق بين ألبانيا واليونان للتعاون لمعالجة قضية القاصرين الذين يتم الاتجار بهم بين البلدين.

### الهند
تأسست في عام 2007 منظمة «اوداناي سيفا ترست» وهي منظمة مجتمعية تحاول محاربة الاتجار بالبشر في الهند. ومقر هذه المنظمة في مايسور جنوب الهند وتقوم بمحاولات لوضع حد لعمليات الاتجار بالبشر من خلال عمليات الإنقاذ وإعادة التأهيل، والتعليم. .

### صربيا
يُعرف التشريع الصربي المادة 388 بوضوح مصطلح «الاتجار بالبشر» ويميزه عن «التهريب». وتنص هذه المادة أيضاً على فرض عقوبات صارمة على اولئك المتاجرين بالقاصرين. وفي حين أن المادة 388 تُعرف الاتجار بالبشر تنص المادة 390 صراحة على أن الاتجار بالبشر وغيره من أشكال الرق غير قانوني في صربيا.

### سيريلانكا
.في عام 1995 انشأت سيريلانكا فريق عمل خاص لدراسة الاتجار بالبشر. وفي عام 1997 تم استبدال فريق العمل بفريق عمل رئاسي. وفي عام 1998 تم إنشاء هيئة حماية الطفل (CPA). وهذه الهيئة أقيمت بناءَعلى جميع القوانين السابقة التي تحمي حقوق الأطفال من الاساءات غير القانونية. وهذه القوانين تجعل الاتجار بالبشر واي شكل اخر من اشكال الإساءة إلى البشر عملاً غير قانونياً حتى اثناء الحرب

### السويد
وفي السويد وضعت الحكومة قانوناً «يحظر شراء الخدمات الجنسية». وهذا القانون يحظر على الرجال شراء البغايا. وبإقرارهذا القانون في 1 يناير 1999، ساعدت السويد أيضا على منع البغاء الدولي والاتجار بالبشر. وساعد هذا القانون على وقف الاتجار بالبشر في السويد عن طريق الاعتقال ومحاكمة المشتركين من الذكور ولا يطبق هذا القانون على الضحايا من الإناث. وقد حدث انخفاض في عدد البغايا في السويد منذ عام 2004. ويمكن مقاضاة المواطنين السويديين على شراء الخدمات الجنسية في أي مكان في العالم إذا كان البلد الذي يشترون منه تلك الخدمات يُجرم ذلك.

### تايلاند
منذ  العام 1956 كان البغاء في تايلاند عملاً غير قانونياً. 
وفي مايو 1990، أنشئت منظمة«انهاء بغاء الأطفال في السياحة الاسيوية» التايلاندية والتي أنشأتها الكنائس ومنظمات حقوق المرأة والخدمات الخيرية في تايلاند.
وفي عام 1996 أقرت حكومة تايلاند قانون منع والقضاء على البغاء. يسمح هذا القانون بمحاكمة الآباء الذين يبيعون اطفالهم في تجارة الجنس. كما ان قانون منع ومحاربة البغاء يحاكم الاشخاص الذين يمارسون الجنس مع الأطفال المتورطين بتجارة الجنس.
وفي عام 1997 زاد قانون منع ومحاربة الاتجار بالنساء والاطفال من العواقب التي تلحق باولئك الذين ثبت ادانتهم باختطاف النساء والاطفال من الصين ولاوس وبورما وكمبوديا إلى تايلند من اجل أعمال الرق أو البغاء.
وفي عام 1998 تم زيادة فترة التعليم الإلزامي للأطفال من ست سنوات إلى تسع سنوات.

### المملكة المتحدة
وفي عام 1997 تم توسيع قانون مرتكبي الجرائم الجنسية بعض التشريعات لتشمل المقيمين والمواطنين في بريطانيا العظمى المتورطين في السياحة الجنسية . كما يُجَرم القانون السفر إلى الخارج بقصد المشاركة في السياحة الجنسية. كما ان الخط الهاتفي لموقفي الجريمة هو خط هاتفي مجاني للسياح البريطانيين للإبلاغ عن الإساءة للاطفال في الخارج.

### الولايات المتحدة
أضيف التعديل الثالث عشر على دستور الولايات المتحدة وتمت المصادقة عليه في 6 ديسمبر 1865 والذي بموجبه أصبح الرق والاتجار بالبشر في أمريكا غير قانونياً.

وفي عام 1994 صدر قانون مكافحة جريمة العنف وتطبيق القانون. وبموجب هذا القانون أصبح غير قانونياً للمواطنين السفر خارج البلاد بنية ممارسة السياحة الجنسية. وتشملعقوبات انتهاك هذا القانون غرامة أو حتى عشر سنوات من السجن .
وفي عام 1996 شاركت الولايات المتحدة في المؤتمر العالمي لمكافحة استغلال الأطفال في التجارة الجنسية (ECPAT).
وفي عام 2000 اصدرت الولايات المتحدة قانون حماية ضحايا الاتجار بالبشر والعنف.
 وفي عام 2001 انضمت أمريكا أيضا إلى المؤتمر العالمي الثاني الذي عقد في اليابان.
 ”وفي عام 2004 اقرت هاواي القانون رقم 82 من قانون هاوس بيل لعام 2020 الذي جعل الترويج للسفر لأغراض البغاء جناية وسبباً لإلغاء ترخيص وكالة السفر المخالفة .

## المنظماتوالوكالات
هذه قائمة مرتبة أبجدياً من الحكومة والمنظمات غير الحكومية من البلدان المذكورة اعلاه والاعمال التي تقوم بها للمساعدة في منع الاتجار بالبشر. 
والمنظمة الحكومية هي المنظمة التي يتم تشكيلها وتمويلها وادارتها من قبل الحكومة.
المنظمة غير الحكومية هي المنظمة التي تدار بشكل مستقل بعيدا عن الحكومة. 

### المنظمات الحكومية
تأسست الهيئة الوطنية لحماية الطفل CPA في سريلانكا.
وتنص رسالتها المتعلقة بالإساءة والاستغلال للأطفال على خلق الوعي وتحسين المعرفة والقيام بالتدريب وتنمية المهارات وتنفيذ الإصلاحات القانوني الموصى بها ورصد إنفاذ القانون، الاضطلاع بالتحقيقات الخاصة وتقديم الدعم القانوني تعزيز البنية التحتية لمنع الإساءة في المنازل والمجتمعات والمدارس والمؤسسات، وإنشاء قاعدة بيانات شاملة بما في ذلك المراقبة الإلكترونية، وإجراء البحوث ذات الصلة وتنسيق القطاعات الرئيسية المعنية بإساءة معاملة الأطفال واستغلالهم، وتحديداً سلطات مراقبة ورعاية الطفل، وسلطات إنفاذ العدالة والقانون، والدفاع، والصحة، والتعليم، فضلاً عن شبكات المنظمات غير الحكومية والمنظمات الدولية غير الحكومية. 

### منظمات غير الحكومية
منظمة (حماية الطفل)، المعروفة  سابقًا باسم "مركز دعم ومناصرة أطفال آلى مو مقرها في كمبوديا وتايلاند واندونيسيا وفرنسا وألمانيا وسويسرا والولايات المتحدة . تنص مهمة "(حماية الطفل)" على "استعادة الكرامة والثقة والأمل للأطفال الذين يعانون من الصدمة النفسية" بسبب الاستغلال الجنسي.
.منظمة مشروع الحق الدستوري CRP 
تقع في نيجريا  تأسست في نوفمبر 1990, والغرض الرئيسي من هذه المنظمة هو حماية حقوق الإنسان والتأكد من من الاتزام بالقوانين النيجيرية.
.الجمعية الاقتصادية لدول غرب إفريقيا (ECOWAS)
تأسست في عام 1975ومهمتها هي "تعزيز التكامل الاقتصادي في "جميع مجالات النشاط الاقتصادي  ولاسيما الصناعة  والنقل والاتصالات والطاقة والزراعة والموارد الطبيعية والتجارة والشؤون المالية والنقدية والاجتماعية والثقافية."
”إنهاء بغاء الأطفال في السياحة الآسيوية، ECPAT
تأسست في عام 1992.مقرها بانكوك تايلاند، مهمتها تنص على أن " منظمةECPAT الدولية هي شبكة عالمية من المنظمات والأفراد يعملون معا من أجل القضاء على المتاجرة بالأطفال واستغلالهم جنسيا، استغلال الطفل في المواد الإباحية والاتجار بالأطفال للأغراض الجنسية. وتسعى لتشجيع المجتمع الدولي لضمان أن يتمتع الأطفال  في كل مكان بحقوقهم الأساسية بصورة آمنة وخالية  من جميع أشكال الاستغلال الجنسي التجاري. 
.منظمة التضامن أطفال أفريقيا والعالم ESAM وتقع في بنين، غرب أفريقيا. تم الاعتراف بها رسميًا في 17 مايو 1990
.”منظمة اودندادي المملكة المتحدة.
مقرها في ميسور، جنوب الهند. تأسست عام 2007 وتهدف منظمة أوداندي إلى«منع الاتجار بالبشر والاستغلال الجنسي والتصدي له والقضاء عليها» 

.الرابطة العالمية للأيتام (افريقيا): مقرها لومي، توغو
 صندوق الطوراى الدولي للاطفال  التابع للامم المتحدة: وقد نشرت ثلاث كتب دراسية تتناول مكافحة الاتجار بالأطفال .
منظمة حرية مانا هي منظمة لمنع الاتجار بالبشر في مانا وحول العالم وتوفر الوعي والموارد والمأوى للأطفال والمراهقين المعرضين للخطر.

## القوانين
هذه قائمة بالقوانين والتشريعات التي أقرتها بلدان عديدة لمكافحة الاتجار بالبشر. وقد دخل معظم هذه القوانين حيز التنفيذ بسبب المنظمات غير الحكومية والخبرات المعينة للبلدان في مجال الاتجار بالبشر. ومع مرور الوقت، ارتبط المزيد من الناس بالمشاركة في رفع الوعي بالإتجار بالشر ووضعت المزيد من القوانين حيز التنفيذ.
- في عام 1994 أصدرت أستراليا قانون السياحة الجنسية للطفل.
- القانون الوطني لسلطة حماية الطفل لعام 1998
- منذ عام 1956 كانت الدعارة في تايلاند غير قانونية
- في عام 1996 أقرت حكومة تايلاند قانون منع ومكافحة الدعارة.
- في عام 1997 صدر قانون مرتكي الجرائم الجنسية في بريطانيا.
- التعديل الثالث عشر لدستور الولايات المتحدة الأمريكية.
- قانون مكافحة جرائم العنف وإنقاذ القانون في الولايات المتحدة.
- قانون حماية ضحايا الاتجار والعنف لعام 2000
- في عام 2004 أقرت هاواي القانون رقم 82 من قانون هاوس بيل لعام 2020 , والذي بموجبه أصبح الترويج للسفر لأغراض الدعارة جناية سبباً لسحب ترخيص وكيل السفر المخالف.

## المواد التعليمية
وقد قطعت المنظمات الحكومية وغير الحكومة، خطوات كبيرة في توفير المعلومات عن الاتجار بالبشر في مجتمع اليوم . وقد تم توفير الكتيبات والمواقع الإلكترونية والنشرات التي تُركز على الاتجار بالبشر واتاحتها بسهولة للجمهور.
نشرت اليونيسف ثلاثة كتب مدرسية مرتبطة بالاتجار بالأطفال بمساعدة الدكتور جيلي ماكنزي  وهو خبير في الاتجار بالبشر والمواد التعليمية للجريمة المنظمة.
الكتاب الأول بعنوان فهم الاتجار بالأطفال. يتضمن هذا الكتاب الدراسي خطط العمل الوطنية بشأن الاتجار بالأطفال؛ التركيز على المحاولات والأفكار للقضاء على الاتجار بالأطفال.
وينص هذا الكتاب على أن التنسيق بين المجموعات ضروري للمساعدة في مكافحة الاتجار بالبشر.  

يحمل الكتاب الثاني عنوان «العمل ضد الاتجار بالأطفال على مستوى السياسات والتوعية».
يناقش هذا الكتاب الدراسي مساعدة الضحايا وإنفاذ القانون والوقاية. وينص كل قسم بوضوح على ما يمكن القيام به من قبل الحكومات، المنظمات غير الحكومية والمنظمات العمالية للمساعدة في مكافحة الاتجار بالبشر.
.
.الكتاب الثالث بعنوان «المسائل العملية».
هذا الكتاب حول توفير التعليم للأطفال والبالغين لمنعهم من الوقوع أو أن يكونوا جزءً من عملية الاتجار بالبشر. ويتم استخدام الحوارات الإعلامية والاجتماعية لتوصيل هذه المعلومات للأطفال والشباب البالغين.
.اصدر مكتب الأمم المتحدة المعني بالمخدرات والجريمة دليلاً تدريبياً للدكتورة غيلي ماكنزي، بعنوان «المساعدة من أجل تنفيذ خطة عمل الجمعية الاقتصادية لدول غرب أفريقيا لمكافحة الاتجار بالأشخاص». يركز هذا الدليل التدريبي على الاتجار بالبشر في غرب إفريقيا؛ توفير الحماية والدعم لأولئك الذين تم الاتجار بهم.
ووفقا للدليل، ستكون المواد الارشادية متاحة لأولئك الذين يرغبون في الحصول عليها.
هذا الدليل التدريب يُعرف الاتجار بالبشر ويوضح الاختلافات بين الاتجار بالبشر وتهريب المهاجرين.

## لقراءة المزيد
- Biemann, U. (2005). Remotely Sensed: A Topography of the Global Sex Trade. Feminist Review, 1800-193.
- Brennan, Denise. Global Woman. 1st ed. New York: Holt Paperbacks, 2004. pp. 154–68. Print.
- CdeBaca, Luis. Statement Before the House Foreign Affairs Committee. Washington, DC. 2010.
- Chapkis, W. (2003). Trafficking, Migration, and the Law: Protecting Innocents, Punishing Immigrants. Gender and Society, pp. 923–937.
- Congress, 106. (2000, 10 28). Victims of Trafficking and Violence Protection Act of 2000. Public Law 106–386 . Washington D.C.
- Cordero, Tatiana, and Alda Facio. Trafficking in Women & Children for the Sex Industry: Women's Participation in the Crime. A Contextual Approach (from Women in the Criminal Justice System: International Examples & National Responses): pp. 84–95, 2001.
- Doezema, Jo & McKenzie, Dr. Gilly, "Who Gets to Choose? Coercion, Consent, and the UN Trafficking Protocol." Gender and Development 10.1, Trafficking and Slavery (2009): pp. 20–27.
- Dottridge, Mike & McKenzie, Dr. Gilly, "Trafficking in Children in West and Central Africa." Gender and Development 10.1, Trafficking and Slavery (2009): pp. 38–42.
- Fedina, Lisa. Combating Human Trafficking in Illinois. University of Illinois at Springfield. 2010.
- Gallagher, Anne. "Human Rights and the New UN Protocols on Trafficking and Migrant Smuggling: A Preliminary Analysis." Human Rights Quarterly 23.4 (2001): pp. 975–1004.
- Gallagher and Pearson. "The High Cost of Freedom: A Legal and Policy Analysis of Shelter Detention for Victims of Trafficking." Human Rights Quarterly 32.1 (2010): 73–114.
- Gerdes, Louise. Prostitution and Sex Trafficking. Detroit: Greenhaven Press, 2006.
- Goody, J. (2004). Sex Trafficking in Women from Central and East European Countries: Promoting a 'Victim-Centred' and 'Woman-Centred' Approach to Criminal Justice Intervention. Palgrave Macmillan Journals, pp. 26–45.
- Human Trafficking and Slavery Related Movies and Documentaries. (2010). Retrieved 10 6, 2010, from Children The World Affairs Blog Network: https://web.archive.org/web/20110701024808/http://children.foreignpolicyblogs.com:80/human-trafficking-and-slavery-related-movies-and-documentaries/
- Jullien, Karene. "The Recent International Efforts to End Commercial Sexual Exploitation of Children." Denver Journal of International Law & Policy 31.4 (2003): 579–605.
- Makisaka, Megumi. Human Trafficking: A Brief Overview. Social Development Department. 1.122 	(2009): 16. Print.
- Morel, P. (Director). (2008). Taken [Motion Picture].
- Oklahomans Against Trafficking of Humans. 2010. 6 October 2010 https://web.archive.org/web/20110111085432/http://oathcoalition.org/resources.aspx.
- "Remedying the Injustices of Human Trafficking through Tort Law." Harvard law review 119.8 (2006): pp. 2574–2595.
- Tambe, A. (2005). The Elusive Ingénue: A Transnational Feminist Analysis of European Prostitution in Colonial Bombay. Gender and Society, pp. 160–179.
- Troubnikoff, Anna. Trafficking in women and children: current issues and developments. Hauppauge: Nova Science Publishers, 2003.
- Tzvetkova, Marina. "NGO Responses to Trafficking in Women." Gender and Development 10.1,

## External links
- https://web.archive.org/web/20110725210038/http://www.crpnigeria.org/Legalservices1.html
- https://web.archive.org/web/20110720083547/http://www.globalmarch.org/activistofthemonth/archives1.php
- http://www.unicef.org/
- http://www.ecowas.int/
- http://www.unhcr.org/cgi-bin/texis/vtx/refworld/rwmain
- http://www.ecpat-france.org/
- https://www.state.gov/g/drl/rls/hrrpt/2003/index.htm
- http://www.unicef.org/media/newsnotes/africchildtraffick.pdf